# Iagñavalkia
Iagñavalkia (fl. en el siglo VII a. C.) es un legendario rishi (sabio) de la época védica de la India.
En silabario devanágari (del sánscrito) se escribe याज्ञवल्क्य.
Se translitera Yājñavalkya (pronunciado como iágñia válkia).
Significa probablemente ‘encargado de hablar durante los sacrificios de fuego’, siendo iagñá: ‘sacrificio de fuego’ y valka o vaktrí: ‘orador’.
Aparece como una figura importante en los Upanishads.
Es señalado como el autor del Shatapatha-bráhmana (que incluye el Brijad-araniaka-upanishad).
Sus preceptos constituyen una de las más prominentes enseñanzas acerca del Brahman (el Absoluto [Dios] en el hinduismo).
Fue hijo de Devarāta y alumno del rishi Vaishampáiana.
De acuerdo a la leyenda que él mismo contó, un día, su maestro se enojó con él por su excesivo orgullo debido a su condición de mejor alumno.
El enojado mentor le pidió que le devolviera todo el conocimiento que había adquirido de él.
Entonces Iagñavalkia vomitó delante de su maestro.
Sus compañeros comieron rápidamente el vómito, pues creían que se trataba del conocimiento del joven.
A partir de entonces, Iagñavalkia decidió no tener maestro humano alguno.
Por tal motivo, empezó a orar y rendir culto a Suria, el dios del Sol, a fin de obtener el conocimiento védico que sus enemigos no poseían.
El dios del Sol se apiadó de él y —tomando la forma de un caballo— le entregó fragmentos del Iáyur-veda desconocidos para todos los demás.
Iagñavalkia llamó a este conocimiento Iáyur-veda blanco.
También se le conoce como Vayasaneyi-iáyur-veda pues Suria la emanó a través de sus crines.
En sánscrito, vashi (vaji) significa ‘caballo’.
Iagñavalkia dividió este Vayasaneia-iayur-veda en quince ramas, cada una conformada por cientos de iayus mantras (oraciones para el sacrificio [de fuego]).
Como todavía en la India no se había inventado un método de escritura, se las enseñó de memoria a sus discípulos Kanua y Madhiandina, que a su debido tiempo se las enseñaron a sus discípulos y formaron un linaje de repetición.
Iagñavalkia tuvo dos esposas, Maitreí y Katiaianí.
De ellas, se sabe que Maitreí fue una brahma-vadiní (mujer que se interesa en la doctrina del Brahman
Cuando Iagñavalkia se aprestaba a abandonar a su familia (saniasa: ‘completa renuncia’) quiso dividir sus propiedades entre sus dos mujeres.
Al indicarles a cada una su proporción de los bienes, Maitreí preguntó si acaso podría volverse inmortal a través de la riqueza.
Iagñavalkia le respondió que no había esperanza de inmortalidad por tal medio, y que así sólo podría convertirse en una de muchas personas ricas sobre la Tierra.
Cuando oyó esto, Maitreí le pidió a Iagñavalkia que le enseñara aquello que él consideraba lo mejor.
En ese momento, Iagñavalkia, sorprendido y congraciado con ella, le describió la grandeza del Uno Absoluto, la naturaleza de su existencia, la manera de obtener el conocimiento infinito y la inmortalidad, entre otros grandes temas.
Esta conversación trascendental entre Iagñavalkia y Maitreí está registrada en el Brijad-araniaka-upanishad.
El tema central del discurso es este:

Todas las cosas son preciosas, no por propia cuenta, sino por cuenta del Uno. Este Uno existe en todas partes. No puede ser comprendido o conocido, pues él mismo es el conocedor y el comprendedor. Su naturaleza no puede ser afirmada positivamente como tal. Es comprendida a través de infinitas negaciones, como «no es esto, no es aquello». El uno es autoluminoso, indestructible e impensable.

Precisamente en el Brijad-araniaka-upanishad es que la sabiduría de Iagñavalkia se muestra en toda su amplitud.

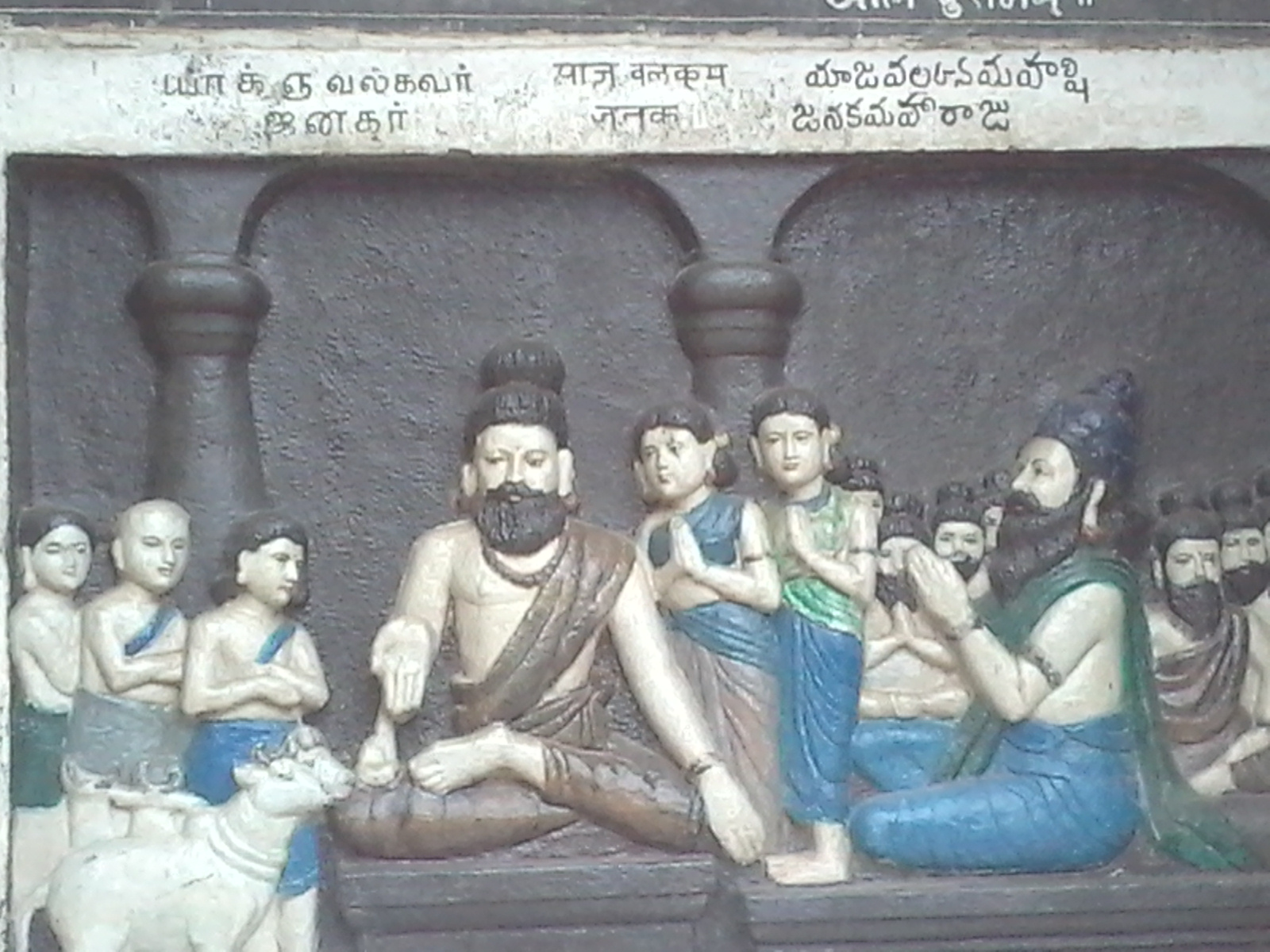
Iagñavalkia (con ropas grises) le enseña brahma-vidia (‘conocimiento acerca del Brahman’) al rey Yanaka (con ropas azules).
Fotografía tomada en el Shánkara Matha, en la ciudad de Raméswaram (estado de Tamil Nadu, en la India).

Es ahí donde se relata sus diálogos con su esposa Maitreí y con el famoso y legendario rey Yanaka.
Entre otros aspectos de su vida, figura su participación en una competición organizada por el mismo rey Yanaka con la finalidad de seleccionar al gran brahma gñani (conocedor del Brahman, o verdad absoluta, Dios), la cual gana luego de vencer a una gran cantidad de alumnos experimentados y sabios.
Al final de su vida, según se dice en el texto, Iagñavalkia realizó vidwat saniasa (abandono de todo) y se retiró al bosque.

## Trabajos
Si realmente Iagñavalkia compuso el Shatapatha bráhmana y el Brijad-araniaka-upanishad, habría realizado importantes contribuciones a la religiosidad hinduista —incluyendo la enseñanza apofática del neti-neti ([Dios] ‘no es esto, no es aquello’)— y a la astronomía, describiendo sus descubrimientos (probablemente basado en datos de las últimas dos o tres generaciones de astrónomos) acerca de la sincronización del Sol y la Luna cada 95 años (aunque todavía creía que todos giraban alrededor de la Tierra).